# Liste der Kulturdenkmale in Güglingen
In der Liste der Kulturdenkmale in Güglingen sind Bau- und Kunstdenkmale der Stadt Güglingen verzeichnet, die im „Verzeichnis der unbeweglichen Bau- und Kunstdenkmale und der zu prüfenden Objekte“ des Landesamts für Denkmalpflege Baden-Württemberg verzeichnet sind. Dieses Verzeichnis ist nicht öffentlich und kann nur bei „berechtigtem Interesse“ eingesehen werden. Die folgende Liste ist daher nicht vollständig und beruht auf anderweitig veröffentlichten Angaben.

## Liste

### Güglingen
| Bild           | Bezeichnung                                                              | Lage                                                              | Datierung                                 | Beschreibung | ID |
| -------------- | ------------------------------------------------------------------------ | ----------------------------------------------------------------- | ----------------------------------------- | --- | -- |
|                | Wohnhaus Bahnhofsplatz 6                                                 | Güglingen, Bahnhofsplatz 6 (Karte)                                | um 1912/14                                | erhaltenswertes Gebäude in Formen des Heimatstils | BW |
|                | Bahnhof                                                                  | Güglingen, Bahnhofsplatz 12 (Karte)                               | Ende 19. Jahrhundert                      | Bahnhof der Zabergäu-Schmalspurbahn (heute städt. Bauhof und Wohnhaus) Geschützt nach § 2 DSchG |    |
|                | Wohnhaus Gartenstraße 5                                                  | Güglingen, Gartenstraße 5 (Karte)                                 | 1949/50                                   | erhaltenswertes Gebäude | BW |
|                | Doppelwohnhäuser Heilbronner Straße 1, 3, 5, 7                           | Güglingen, Heilbronner Straße 1, 3, 5, 7 (Karte)                  | nach 1850                                 | erhaltenswerte Gebäude | BW |
|                | Doppelwohnhäuser Heilbronner Straße 2,4,6                                | Güglingen, Heilbronner Straße 2,4,6 (Karte)                       | nach 1850                                 | erhaltenswerte Gebäude | BW |
|                | Gasthaus „Zum Goldenen Ross“ und Ölmühle (heute Wohn- und Geschäftshaus) | Güglingen, Heilbronner Straße 9 (Karte)                           | um 1600                                   | Geschützt nach § 2 DSchG | BW |
|                | Wohnhaus Heilbronner Straße 14                                           | Güglingen, Heilbronner Straße 14 (Karte)                          | nach 1850                                 | erhaltenswertes Gebäude | BW |
|                | Wohnhaus Heilbronner Straße 20                                           | Güglingen, Heilbronner Straße 20 (Karte)                          | Ende 19. Jahrhundert                      | erhaltenswertes Gebäude | BW |
|                | Forstamt                                                                 | Güglingen, Heilbronner Straße 25 (Karte)                          | um 1860                                   | Prüffall auf Kulturdenkmaleigenschaft | BW |
|                | Doppelwohnhaus 3/5                                                       | Güglingen, Klunzingerstraße 3/5 (Karte)                           | nach 1850                                 | Doppelwohnhaus mit äußerer Freitreppe, erhaltenswertes Gebäude | BW |
|                | Wohnhaus Lindenstraße 4                                                  | Güglingen, Lindenstraße 4 (Karte)                                 | 1949/50                                   | erhaltenswertes Gebäude sowie Hofraum mit Kleintierställen und angrenzende Scheune | BW |
|                | Lateinschule (heute Wohnhaus)                                            | Güglingen, Schulgasse 1, 3 (Karte)                                | m Kern und am Erdgeschoss bezeichnet 1604 | reigeschossiger Fachwerkbau auf massivem Erdgeschoss mit Werksteingliederung und Satteldach Geschützt nach § 28 DSchG | BW |
| Weitere Bilder | Mauritiuskirche (Evangelische Stadtpfarrkirche)                          | Güglingen, Marktplatz 1 (Karte)                                   | 1752-1762                                 | Die Mauritiuskirche wurde 1752–1762 nach Entwurf des Kreisbaurats Abel erbaut. Sie steht mit dem ehemaligen Kirchhof und der Kirchhofmauer unter Denkmalschutz. Der Ostturm mit unteren Geschossen aus spätgotischer Zeit sowie Treppenturm mit figürlichem Portal bezeichnet 1598 steht als Kulturdenkmal von besonderer Bedeutung gemäß § 28 DSchG unter Schutz Geschützt nach § 2 DSchG |    |
|                | Wohnhaus Marktstraße 2                                                   | Güglingen, Marktstraße 2 (Karte)                                  | 1835                                      | Wohnhaus mit Apotheke, an der Westseite eingemauerte Spolien mit Güglinger Wappen und Heiligenfigur Geschützt nach § 2 DSchG | BW |
|                | Wohnhaus Marktstraße 4                                                   | Güglingen, Marktstraße 4 (Karte)                                  | 1846                                      | Wohnhaus mit Laden in Ecksituation zur Bergstraße, erhaltenswertes Gebäude | BW |
|                | Wohnhaus Marktstraße 6                                                   | Güglingen, Marktstraße 6 (Karte)                                  | nach 1850                                 | Wohnhaus mit Laden, bemerkenswert ist der reich verzierte Erker im 1. Geschoss sowie der zurückversetzte Hauseingang mit historischer Türe, erhaltenswertes Gebäude | BW |
|                | Ehemaliges Gasthaus Sonne                                                | Güglingen, Marktstraße 8/10 (Karte)                               | nach 1850                                 | Erhaltenswertes Gebäude | BW |
|                | Doppelhaus                                                               | Güglingen, Marktstraße 14 (Karte)                                 | nach 1850                                 | Doppelhaushälfte (die Haushälfte Marktstraße 12 ist stark überformt), erhaltenswertes Gebäude | BW |
|                | Marktbrunnen                                                             | Güglingen, Marktstraße (neben 17) (Karte)                         | 1568                                      | Der 1568 erbaute Laufbrunnen hat eine achtseitige verzierte Brunnenschale, bezeichnet 1787 und eine mittige Brunnensäule mit Renaissanceornamenten, thronendes Fischweible mit rückseitiger Inschrift „Johann Georg Wagner 1731“ (Original im Rathaus) Geschützt nach § 28 DSchG |    |
| Weitere Bilder | Altes Rathaus                                                            | Güglingen, Marktstraße 18 (Karte)                                 | 1850                                      | Dreigeschossiges verputztes Rathaus mit axialsymmetrischer Gliederung, Walmdach mit Dachreiter. Geschützt nach § 2 DSchG |    |
|                | Wohn- und Geschäftshaus Marktstraße 20                                   | Güglingen, Marktstraße 20 (Karte)                                 | spätes 16. – Mitte 17. Jahrhundert        | Wohnhaus mit Filiale der Kreissparkasse Heilbronn, dreigeschossig mit massivem Erdgeschoss und Fachwerk-Obergeschossen und Satteldach Geschützt nach § 2 DSchG |    |
|                | Wohn- und Geschäftshaus Marktstraße 22                                   | Güglingen, Marktstraße 22 (Karte)                                 | spätes 16. – Mitte 17. Jahrhundert        | Wohnhaus mit Filiale der Kreissparkasse Heilbronn, zweigeschossig in Fachwerk mit Schmuckmotiven über massivem Erdgeschoss Geschützt nach § 2 DSchG |    |
|                | Doppelwohnhäuser Marktstraße 23–29                                       | Güglingen, Marktstraße 23–29 (Karte)                              | nach 1850                                 | Schlichte, zweigeschossige traufständige Doppelwohnhäuser, erhaltenswerte Gebäude | BW |
|                | Wohnhaus Marktstraße 24                                                  | Güglingen, Marktstraße 24 (Karte)                                 | Im Kern wohl 16./17. Jahrhundert          | Verputztes Fachwerkhaus mit hohem Krüppelwalmdach und vorkragendem Obergeschoss, erhaltenswerte Gebäude | BW |
|                | Wohn- und Geschäftshaus Marktstraße 28                                   | Güglingen, Marktstraße 28 (Karte)                                 | nach 1850                                 | Erhaltenswerte Gebäude | BW |
|                | Stadtbefestigung                                                         | Güglingen, Marktstraße 27, 29; Stadtgraben, Flstnr. 9, 10, 11, 12 | nach 1850                                 | als Sachgesamtheit Kulturdenkmal gemäß § 2 DSchG Geschützt nach § 2 DSchG |    |
|                | Gasthaus und Metzgerei Zum Ochsen                                        | Güglingen, Marktstraße 30 (Karte)                                 | nach 1850                                 | zweigeschossiger Massivbau mit zugehöriger Massivscheune und Hofmauer, erhaltenswerte Gebäude | BW |
|                | Doppelwohnhaus Marktstraße 31, 33                                        | Güglingen, Marktstraße 31, 33 (Karte)                             | bezeichnet 1849                           | zweigeschossige Putzbauten mit axialer Gliederung, zugehörige Scheune im Rückbereich und Reste des ehemaligen Stadtgrabens Geschützt nach § 2 DSchG | BW |
|                | Marstaller-Haus                                                          | Güglingen, Marktstraße 32 (Karte)                                 | bezeichnet 1873                           | Wohn- und Geschäftshaus, zweigeschossiger Werksteinbau mit flachgeneigtem Walmdach und mittigem Dachhaus sowie Reste des ehem. so genannten Lutz’schen Gartens im Bereich des alten Stadtgrabens Geschützt nach § 2 DSchG | BW |
|                | Ehemalige Schule, heute Wohnhaus                                         | Güglingen, Maulbronner Straße 8 (Karte)                           | bezeichnet 1841                           | Prüffall auf Kulturdenkmaleigenschaft | BW |
|                | Einhaus Maulbronner Straße 9                                             | Güglingen, Maulbronner Straße 9 (Karte)                           | nach 1850                                 | erhaltenswertes Gebäude | BW |
|                | Gasthaus Krone                                                           | Güglingen, Maulbronner Straße 14 (Karte)                          | nach 1850                                 | erhaltenswertes Gebäude, daneben erhaltenswert sind der historische Wirtshausausleger mit Krone; im Rückbereich Fachwerkscheune | BW |
|                | Wohnhaus Maulbronner Straße 17                                           | Güglingen, Maulbronner Straße 17 (Karte)                          | nach 1850                                 | erhaltenswertes Gebäude | BW |
|                | Wohnhaus Maulbronner Straße 19                                           | Güglingen, Maulbronner Straße 19 (Karte)                          | nach 1850                                 | erhaltenswertes Gebäude | BW |
|                | Brennhäuschen Maulbronner Straße 19                                      | Güglingen, Maulbronner Straße 19 (Karte)                          | Mitte 19. Jahrhundert                     | Das zweigeschossige Brennhäuschen ist an der Südseite eines Wohnhauses angebaut. Das Erdgeschoss mit Schnapsbrennerei und Waschküche ist in Werksteinmauerwerk, das Obergeschoss mit Holzlege in Fachwerk ausgeführt. Geschützt nach § 2 DSchG | BW |
|                | Doppelwohnhaus Maulbronner Straße 18, 20                                 | Güglingen, Maulbronner Straße 18, 20 (Karte)                      | nach 1850                                 | erhaltenswertes Gebäude sowie zugehörige rückwärtige Scheunen | BW |
|                | Doppelwohnhaus Maulbronner Straße 21–27                                  | Güglingen, Maulbronner Straße 21–27 (Karte)                       | nach 1850                                 | erhaltenswertes Gebäude | BW |
|                | Wohnhaus Maulbronner Straße 22                                           | Güglingen, Maulbronner Straße 22 (Karte)                          | Ende des 19. Jahrhunderts                 | erhaltenswertes Gebäude | BW |
|                | Wohnhaus Maulbronner Straße 34                                           | Güglingen, Maulbronner Straße 34 (Karte)                          | Ende des 19. Jahrhunderts                 | erhaltenswertes Gebäude mit zugehöriger großen Fachwerkscheune und Vorgarten | BW |
| Weitere Bilder | Friedhofskapelle St. Leonhard                                            | Güglingen, Maulbronner Straße 52 (Karte)                          | 1579                                      | Die Friedhofskapelle St. Leonhard ist ein verputzter Massivbau über Rechteckgrundriß mit polygonalem Chorschluss, die Inschriftsteine bezeichnet 1443 und 1476 stammen vom Vorgängerbau Geschützt nach § 28 DSchG |    |
|                | Friedhof                                                                 | Güglingen, Maulbronner Straße 52 (Karte)                          | 1579                                      | Der Friedhof mit alter Ummauerung und Grabsteinen des 19. und beginnenden 20. Jahrhunderts sowie dem Kriegerdenkmal im Osten außen an der Friedhofsmauer ist als Sachgesamtheit Kulturdenkmal gemäß § 2 DSchG Geschützt nach § 2 DSchG | BW |
|                | Grubbank                                                                 | Güglingen, Maulbronner Straße 52 (Karte)                          |                                           | Geschützt nach § 2 DSchG | BW |